# Bob de Lange

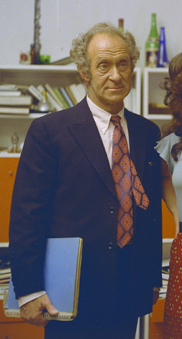
Bob de Lange in Q & Q

Jacob Bernard „Bob“ de Lange (* 27. Oktober 1916 in Rotterdam; † 27. Dezember 1978 in Laren) war ein niederländischer Theater- und Filmschauspieler.
In Deutschland bekannt wurde er durch die Kinder-Fernsehserie Q & Q. 1977 spielte er eine seiner letzten großen Rollen: Er verkörperte den Kinderbuchautor Dick Laan in der 1978 veröffentlichten niederländischen Pünkelchen-Verfilmung Pinkeltje.
Bob starb auf dem Weg zum Flughafen in Schiphol, wo er zu einer Ferienreise zusammen mit seiner Frau nach England aufbrechen wollte. Er wurde auf dem Zentralfriedhof in Eemnes begraben.